# Соча (Бовец)
Соча (словен. Soča, итал. Sonzia) је насељено место у општини Бовец, Горишка регија, Словенија.

## Историја
До територијалне реорганизације у Словенији била је у саставу старе општине Толмин.

## Становништво
У попису становништва из 2011. године, Соча је имала 153 становника.
| Број становника према пописима | Број становника према пописима | Број становника према пописима |
| ------------------------------ | ------------------------------ | ------------------------------ |
| 1991                           | 2002                           | 2011                           |
| 181                            | 144                            | 153                            |

## Галерија
- старе куће
- ушћу реке Боке у Сочу